# Off the Ground
Off the Ground es el décimo álbum de estudio en solitario del músico británico Paul McCartney, publicado por la compañía discográfica Parlophone en febrero de 1993. 
Supone el primer trabajo de estudio de McCartney en la década de 1990, exceptuando su primera incursión en la música clásica con Liverpool Oratorio, además del sucesor del álbum de 1989 Flowers in the Dirt.
A pesar de guardar similitudes con Flowers in the Dirt, Off the Ground obtuvo un éxito comercial menor, alcanzando el quinto puesto en Reino Unido y la posición 17 en la lista estadounidense Billboard 200. Fue certificado disco de oro por la RIAA y disco de plata por la Industria Fonográfica Británica. 

## Historia
Animado por el éxito de su anterior trabajo de estudio, Flowers in the Dirt, y por la subsiguiente gira mundial entre 1989 y 1990, McCartney decidió usar a sus compañeros de gira para grabar un nuevo álbum. El único cambio tuvo lugar con la sustitución del batería Chris Whitten por Blair Cunningham. 
Para preservar el éxito del grupo en los conciertos, McCartney decidió grabar el álbum «en directo» en el estudio, de modo que en lugar de registrar cada instrumento por separado, el grupo ensayó las canciones conjuntamente y grabó los temas en pocas tomas. El enfoque musical dio al álbum un sonido nuevo, directo y sin pulir. 
La composición de las canciones fue también menos compleja que en la grabación de Flowers in the Dirt, usando incluso descartes de anteriores sesiones. En este sentido, «Mistress and Maid» y «The Lovers That Never Were» fueron fruto de la colaboración entre McCartney y Elvis Costello, quien no aparece en Off the Ground.
El creciente interés de McCartney en temas sociales tuvo un mayor hueco en el álbum, que incluye canciones contra el maltrato animal como «Looking for Changes» y el deseo de un mundo mejor en «Hope of Deliverance» y «C'Mon People». Un descarte de Off the Ground, «Big Boys Bickering», publicado como cara B de un sencillo, arremetía directamente contra los políticos con versos como: «Big boys bickering, f***ing it up for everyone» (lo cual puede traducirse al español como: «Muchachos grandes peleándose, jodiendo a todo el mundo»).

## Publicación
El sencillo «Hope of Deliverance», publicado en la última semana de diciembre de 1992, fue seguido dos meses después por la publicación de Off the Ground. Aunque el álbum alcanzó el puesto 5 en la lista de discos más vendidos del Reino Unido y entró en el puesto 17 de la lista estadounidense Billboard 200, Off the Ground' no brindó a McCartney un sencillo de considerable éxito en Estados Unidos, debido a la escasa difusión de «Hope of Deliverance» y al éxito menor de «C'Mon People». 
Off the Ground permaneció seis semanas en las listas británicas, donde llegó a subir al puesto 5. El álbum obtuvo un particular éxito en Alemania, donde alcanzó el puesto 2, fue certificado como disco de platino, y el sencillo «Hope of Deliverance» subió hasta el tercer puesto de la lista de sencillos.
Pocas semanas después de la publicación del álbum, McCartney se embarcó en la gira The New World Tour, que repitió el éxito global de su anterior gira durante el verano. Los conciertos fueron documentados en el álbum en directo Paul is Live!, publicado a finales de 1993.

## Portada
La portada del álbum incluye una fotografía de un paisaje tomada por Clive Arrowsmith, con los pies desnudos de Paul McCartney, su mujer Linda McCartney y el resto del grupo superpuestos en la parte superior. Esta imagen sería una autorreferencia a la letra del tema "Uncle Albert/Admiral Halsey" incluido en Ram (1971): "...live a little, be a gipsy, get around, get your feet up off the ground, live a little, get around...".

## Off the Ground: The Complete Works
Off the Ground: The Complete Works es una edición de dos discos publicada exclusivamente en Japón y Países Bajos. La edición incluyó el uso poco frecuente de malas palabras en la canción protesta «Big Boys Bickering». Otras canciones de The Complete Works fueron «Long Leather Coat» y «I Can't Imagine». A pesar de que el disco se tituló The Complete Works, no incluyó dos caras B y tres remezclas promocionales: «Deliverance» y «Deliverance (Dub Mix)», remezclas de la canción «Hope of Deliverance» publicadas como caras B del sencillo «C'Mon People», así como las remezclas de «Off the Ground» realizadas por Bob Clearmountain y Keith Cohen. Con la edición digital del catálogo musical de McCartney en iTunes, «I Can't Imagine» fue incluida como tema extra de Off the Ground.

## Lista de canciones
Todas las canciones escritas y compuestas por Paul McCartney excepto donde se anota. 
| N.º | Título                                                                                                 | Escritor(es)                    | Duración |  |
| 1.  | «Off the Ground»                                                                                       |                                 | 3:42     |  |
| 2.  | «Looking for Changes»                                                                                  |                                 | 2:46     |  |
| 3.  | «Hope of Deliverance»                                                                                  |                                 | 3:41     |  |
| 4.  | «Mistress And Maid»                                                                                    | Paul McCartney, Declan MacManus | 3:01     |  |
| 5.  | «I Owe It All To You»                                                                                  |                                 | 4:52     |  |
| 6.  | «Biker Like An Icon»                                                                                   |                                 | 3:26     |  |
| 7.  | «Peace In The Neighbourhood»                                                                           |                                 | 5:07     |  |
| 8.  | «Golden Earth Girl»                                                                                    |                                 | 3:44     |  |
| 9.  | «The Lovers That Never Were»                                                                           | Paul McCartney, Declan MacManus | 3:42     |  |
| 10. | «Get Out Of My Way»                                                                                    |                                 | 3:31     |  |
| 11. | «Winedark Open Sea»                                                                                    |                                 | 5:27     |  |
| 12. | «C'Mon People» (Incluye el tema oculto «Cosmically Conscious», compuesto en Rishikesh, India, en 1968) |                                 | 7:43     |  |

| Off the Ground: The Complete Works |                            |                                 |          |  |
| N.º                                | Título                     | Escritor(es)                    | Duración |  |
| 1.                                 | «Long Leather Coat»        | Paul McCartney, Linda McCartney |          |  |
| 2.                                 | «Keep Coming Back to Love» | Paul McCartney, Hamish Stuart   |          |  |
| 3.                                 | «Sweet Sweet Memories»     |                                 |          |  |
| 4.                                 | «Things We Said Today»     | John Lennon, Paul McCartney     |          |  |
| 5.                                 | «Midnight Special»         | Leadbelly, Alan Lomax           |          |  |
| 6.                                 | «Style Style»              |                                 |          |  |
| 7.                                 | «I Can't Imagine»          |                                 |          |  |
| 8.                                 | «Cosmically Conscious»     |                                 |          |  |
| 9.                                 | «Kicked Around No More»    |                                 |          |  |
| 10.                                | «Big Boys Bickering»       |                                 |          |  |
| 11.                                | «Down to the River»        |                                 |          |  |
| 12.                                | «Soggy Noodle»             |                                 |          |  |

## Personal
- Paul McCartney: Voces, bajo, guitarras, piano, batería, mellotrón, piano Wurlitzer, celeste, cítara, ocarina, congas, percusión y producción.
- Linda McCartney: Voces, clave, órgano Hammond, auto arpa, celeste, sintetizador Moog, armonio, percusión y silbato de tren.
- Hamish Stuart: Voces, guitarras, bajo, piano y percusión.
- Robbie McIntosh: Guitarras, mandolina y coro.
- Paul "Wix" Wickens: Piano, clave, órgano Hammond, acordeón, programación de batería, sintetizadores, percusión y coro.
- Blair Cunningham: Batería, percusión, congas y coro.
- George Martin: Arreglos y dirección de sesión de cuerdas en "C'Mon People".
- Carl Davis: Arreglos y dirección en "Mistress And Maid" y "Golden Earth Girl".
- Gordon Hunt: Oboé en "Golden Earth Girl".
- Susan Milan: Flauta en "Golden Earth Girl".
- Davide Giovanini: Percusión en "Hope of Deliverance".
- Maurice Ravalico: Percusión en "Hope of Deliverance".
- David Puttman: Percusión en "Hope of Deliverance".
- Bob Kraushaar: Ingeniero de grabación.
- Julian Mendelsohn: Producción.

## Posición en listas
| País           | Lista                    | Posición |
| -------------- | ------------------------ | -------- |
| Alemania       | Media Control Chart      | 2        |
| Australia      | ARIA Albums Chart        | 8        |
| Canadá         | Canadian Albums Chart    | 22       |
| España         | Spanish Albums Chart     | 3        |
| Estados Unidos | Billboard 200            | 17       |
| Europa         | European Top 100 Albums  | 2        |
| Japón          | Oricon LP Chart          | 5        |
| Noruega        | Norwegian Top 40 Albums  | 2        |
| Nueva Zelanda  | New Zealand Music Charts | 4        |
| Países Bajos   | Mega Albums Top 100      | 5        |
| Reino Unido    | UK Albums Chart          | 5        |
| Suecia         | Swedish Albums Chart     | 10       |
| Suiza          | Swiss Music Charts       | 5        |

| Sencillo              | País           | Lista                         | Posición |
| --------------------- | -------------- | ----------------------------- | -------- |
| «Hope of Deliverance» | Estados Unidos | Hot Adult Contemporary Tracks | 9        |
| «Hope of Deliverance» | Estados Unidos | Billboard Hot 100             | 83       |
| «Hope of Deliverance» | Reino Unido    | UK Singles Chart              | 18       |
| «C'Mon People»        | Reino Unido    | UK Singles Chart              | 41       |
| «Off the Ground»      | Estados Unidos | Hot Adult Contemporary Tracks | 27       |

## Certificaciones
| Fecha                | País           | Organismo certificador | Certificación | Ventas certificadas |
| -------------------- | -------------- | ---------------------- | ------------- | ------------------- |
| 1 de febrero de 1993 | Reino Unido    | BPI                    | Plata         | 160 000             |
| 18 de marzo de 1993  | Canadá         | CRIA                   | Oro           | 50 000              |
| 12 de abril de 1993  | Estados Unidos | RIAA                   | Oro           | 500 000             |
| 1993                 | España         | Promusicae             | Platino       | 100 000             |
| 1993                 | Francia        | SNEP                   | Oro           | 100 000             |
| 1993                 | Australia      | ARIA                   | Oro           | 35 000              |